# Hey Monday
Hey Monday est un groupe de rock alternatif américain, originaire de West Palm Beach en Floride. Le groupe est composé de quatre membres. Leur premier album, Hold on Tight, est publié le 17 octobre 2008 aux labels Decaydance et Columbia Records. L’album est produit par Sam Hollander et Sluggo (tous deux ont entre autres travaillé les artistes Gym Class Heroes et The Academy Is). Leur second album est annoncé, puis publié le 17 août 2010, accompagné d'une chanson de l'album est déjà disponible sur leur site web. Le groupe annonce une pause en décembre 2011.

## Biographie

### Débuts (2008)
En mars 2008, Hey Monday est formé par Mike Gentile, Cassadee Pope, et deux autres musiciens. Le groupe se sépare lorsque les deux musiciens entrent à l'université. Mike et Cassadee, tenant à vivre de la musique entreprirent alors des auditions en Floride dans le but de les remplacer.
Rapidement, Alex Lipshaw Elliot James et Michael « Jersey » Moriarty se joignent à eux, et Hey Monday est formé. Ils trouvent ce nom via un concours que le groupe a créé sur le site FriendsOrEnnemies demandant aux gens de leur trouver un nom, lorsque le nom Hey Monday est proposé, le groupe aime ce nom et le prend. Après avoir entendu une de leurs démos, Pete Wentz, bassiste et leader des Fall Out Boy, décide d'emblée de leur faire signer un contrat. Cependant, Columbia Records était aussi intéressé par le talent du jeune groupe. Un accord commun est finalement signé par Decaydance (label de Pete Wentz) et Columbia. Leur premier album Hold on Tight, est enregistré durant l'été 2008.

### Hold on Tight(2009)
Le premier album du groupe, Hold on Tight, est publié le 7 octobre 2009, avec comme premier single Homecoming. le groupe entame alors une tournée mondiale en première partie du groupe Fall Out Boy avec des passages an Asie, en Australie et le Royaume-Uni, et participe à leur tournée américaine The Believers Never Die (Part Deux) en compagnie de All Time Low et de Cobra Starship, ce qui aide à leur construire une bonne fanbase. Le groupe en profite alors pour entamer leur première tournée Américaine en tête d'affiche, le Let's Make a Mess Tour avec The Friday Night Boys, Stereo Skyline, This Providence, et The Bigger.
Le groupe prend rapidement goût à la vie de tournée, la trouvant « facile, et amusante » selon Cassadee. Cependant, le batteur du groupe Elliot James décide de quitter le groupe, qui formera par la suite son propre groupe appelé Break Blossom. Hey Monday doit alors improviser en remplaçant Elliot par le « technicien de batterie » Pat McKenzie, et est officialisé batteur à part entière. Le groupe participe par la suite à plusieurs tournées dont le Glamour Kills Tour avec All Time Low, We the Kings et The Friday Night Boys et l'AP Tour une tournée organisé par le magazine Alternative Press avec différents groupes. Durant cette tournée, le groupe annonce l'enregistrement d'un deuxième album, le deuxième single de Hold on Tight est le titre How You Love Me Now.

### Beneath It Allet pause (2010–2011)

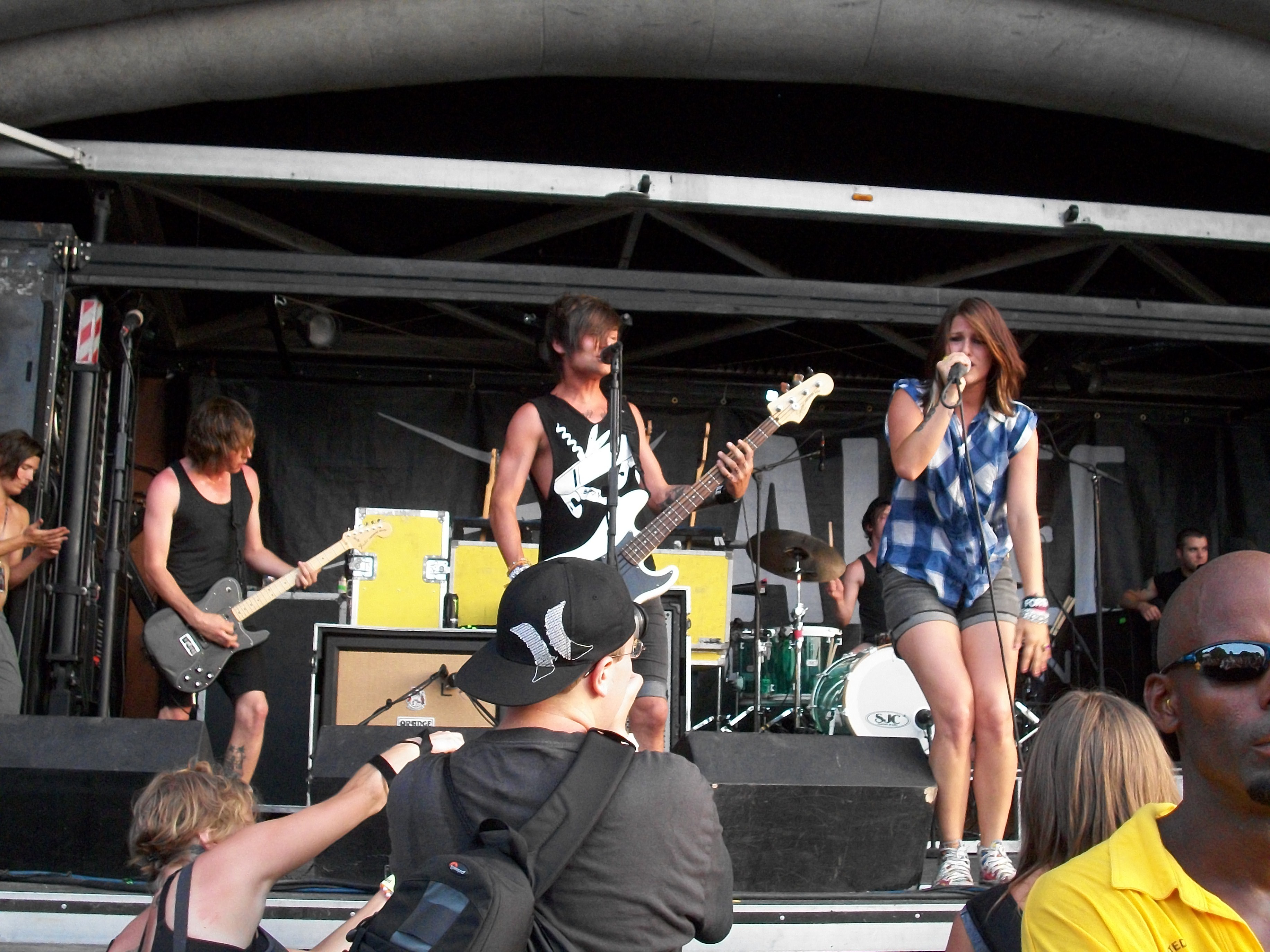
Hey Monday jouant au Warped Tour en juillet 2010.

Le groupe annonce en juin qu'il venaient de finir l'enregistrement du deuxième album, qui se révélera plus tard être un EP, le deuxième véritable album devrait sortir vers début 2012. Cet album, dont les singles sont Wish You Were Here, titre paru sur le site Buzznet le 23 juin, et le single officiel I Don't Wanna Dance est publié pendant le mois de juillet. Le groupe entama alors le fameux Vans Warped Tour durant tout l'été, ce qui leur permet de promouvoir leur EP. Malheureusement, à la fin de cette tournée, le bassiste du groupe Jersey décide de quitter le groupe, l’annonçant officiellement aux fans via son blog le 23 août 2010… (Mike a d'ailleurs fait une blague aux fans en disant que le bassiste de Metro Station le remplacera, alors que ce groupe n'a pas de bassiste…) Le groupe décide de continuer, en faisant une tournée acoustique pour promouvoir l'EP et décide de remplacer Jersey par Chris Gentile, le petit frère du guitariste Mike. Une tournée en Amérique est déjà prévue en octobre avec les groupes This Century, The Ready Set et We Are the in Crowd.
Quelque temps plus tard, le groupe publie un mini-EP intitulé Candles, où figure une version de Candles du premier album ré-enregistre (qui devait au départ figurer sur Beneath it All), ainsi que la version démo et une chanson inédite The One That Give You Away. Afin de promouvoir le single, la série télévisée Glee décide d'inclure le single dans un de leurs épisodes, ce qui ne fait qu’accroître la popularité du groupe. Le groupe décide de repartir en tournée et prend part au Dirty Work Tour avec Yellowcard et All Time Low en tête d'affiche, suivi de quelques dates en Indonésie, et au Brésil. Le 16 décembre 2011, le groupe annonce une pause,. Pope gagnera la troisième saison de la série télévisée américaine The Voice.

## Membres

### Membres actuels
- Cassadee Pope - chant
- Mike Gentile - guitare
- Alex Lipshaw - guitare rythmique

### Anciens membres
- Elliot James - batterie
- Michael « Jersey » Moriarty - basse, guitare

## Discographie
- 2008 : Hold on Tight
- 2010 : Beneath It All